# (1755) Lorbach
(1755) Lorbach ist ein Asteroid des Hauptgürtels, der am 8. November 1936 von der französischen Astronomin Marguerite Laugier in Nizza entdeckt wurde.
Benannt ist der Asteroid nach Anne Lorbach Herget, der Frau des US-amerikanischen Astronomen Paul Herget.